# まゆみん
まゆみん（MAYUMIN 10月2日 - ） は、岐阜県出身の女性タレント。コスプレイヤー・2.5次元コスプレ司会者。

趣味と遊びを極めるサイト『まにあ道』（現・イベント部門「まにコス」）の公式タレント・イベント副代表・コスプレナビゲーター。コスプレネーム「まゆみん」を、便宜上芸名として名乗ることが多い。

## 人物
- 岐阜県出身[1]。
- 2009年、趣味と遊びを極めるサイト「まにあ道」のイメージガールオーディションに合格。以後、同イメージガールユニット「マニアーナ!」メンバーとしてタレント活動を開始。
- デビュー以前は、岐阜市柳ヶ瀬の非公式キャラクター やななの初代マネージャーを務める。（なお、やななマネージャーは2010年、大学卒業と同時に卒業[2]。）その為、ゆるキャラ（ご当地キャラクター）やローカルヒーローにも精通。
- 2010年、同社にて「コスプレキャラフェスティバル」の継続的開催が決定。同年より、独学でコスプレ自作を始める。
- 趣味・特技は、クラフト造形全般。おもにレジンや樹脂粘土を使った造形が得意。
- イベント内で着用するコスプレや小道具は、自身の趣味で自作することが多い。
- 動物好きで、自他ともに認める亀好き。独学で亀の研究をはじめ、小4から20年以上飼育しているニホンイシガメ「クーちゃん」がいる。
- 2020年より、ニホンイシガメを含む在来種や亀全般の保護・保全活動も行っている。

### マニアーナ!時代
趣味と遊びを極めるサイト「まにあ道」および同社PRのため募集したイメージガールの総称であり、5人組アイドルユニット。東海地方を中心に活動。TV、ラジオといった各種メディアで同社のPR活動をするのが主な任務。同サイトPRの為、マニアーナ!自身がライターとして自身のキャラに合わせたネタをサイトへ執筆・投稿し、集客を増やす試みを行っていた。単なるイメージガールやキャンペーンガールといった枠を外れ、企業PRの為の人材としてタレントやアイドルを育て上げ使うビジネスモデルとなった。（2009-12年頃迄）また、現在の「ご当地アイドル」の先駆けとなる存在でもある。
- マニアーナ!イメージガールオーディションの際に、亀の知識を審査員の前で披露し合格。「カメ博士タレント」「カメドル」として活動する一面を持つ。まにあ道サイト内「まゆみん解説亀の飼育大辞典」[3]や、YouTube「まにコスちゃんねる」内にて、亀の飼育方法や知識を解説。
- 東海テレビ「まに＝DO!」では、ラモス瑠偉と共にレギュラーレポーターとして出演。さまざまな企画に体当たりでチャレンジしていた。（2009－2011年）

### コスプレイヤー
- コスプレのレパートリーは、ネタ系を含めると50種類以上（主要なものは以下参照）。なお、「艦これ」の長門は、曽祖父が戦時中に機関士として戦艦長門に乗船していたエピソードがある。
- 第一回ぜんため（全国エンタメまつり）の応援大使を務めた際は、（株）日本一ソフトウェアのゲーム「魔界戦記ディスガイア」のキャラクター「アサギ」の公式衣装を着用している。
- 2022年度のジブリパークオープン以降、「もののけ姫 サン」での各種メディア出演が多い。
- 初音ミク（ボーカロイド）
- 鏡音リン（ボーカロイド）
- 綾波レイ（新世紀エヴァンゲリオン）
- 惣流・アスカ・ラングレー（新世紀エヴァンゲリオン）
- 王留美（機動戦士ガンダム00）
- チアキ・クリハラ（モーレツ宇宙海賊）
- ブラック★ロックシューター （ブラック★ロックシューター）
- 小豆梓（変態王子と笑わない猫）
- ミカサ・アッカーマン（進撃の巨人）
- クリスタ・レンズ（進撃の巨人）
- ココ・へクマティアル（ヨルムンガンド）
- 暁美ほむら（魔法少女まどか☆マギカ）
- 山本玲（宇宙戦艦ヤマト2199）
- 島風（艦隊これくしょん）
- 金剛（艦隊これくしょん）
- 長門（艦隊これくしょん）
- シェリル・ノーム（マクロスF）
- 三日月宗近（刀剣乱舞）
- シノン（ソードアート・オンライン）
- アルトリアペンドラゴン オルタ（FGO）
- スカサハ＝スカディ（FGO）
- マシュ・キリエライト（FGO）
- 藤丸立香（ぐだ子）（FGO）
- 葛飾北斎（FGO）
- アーチャーインフェルノ（FGO）
- 魔王信長（FGO）
- 艦内神社長良ちゃん（岐阜長良まつり公式キャラクター）
- 空銀子（りゅうおうのおしごと！）
- エミリア（Re:ゼロから始まる異世界生活）
- 喜多川海夢（その着せ替え人形は恋をする）
- 栗花落カナオ（鬼滅の刃）
- 胡蝶しのぶ（鬼滅の刃）
- 鬼舞辻無惨（鬼滅の刃）
- ボア・ハンコック（ONE PEACE）
- ヨル・フォージャー（SPY×FAMILY）
- キキ（魔女の宅急便）
- 里見菜穂子（風立ちぬ）
- サン（もののけ姫）

## 出演

### TV
- デニーロ（東海テレビ）
- まに＝DO!レギュラー出演（東海テレビ）
- ニュースOＮE（東海テレビ）
- キャッチ！（中京テレビ）
- チャント！（CBCテレビ） 他多数

### CM
- アクセルジョブナビ等

## リリース作品

### CD
- 「My wish 〜Taking eyes off〜」 (マニアーナ!)